# Friedrich Opel
Friedrich Franz Opel (Rüsselsheim, 30 de abril de 1875 — Viena, 30 de agosto de 1938) foi um engenheiro e empresário alemão. Filho de Adam Opel.

## Vida
Friedrich Opel é filho de Adam e Sophie Opel. Ele estudou engenharia mecânica no Technikum Mittweida de 1894 a 1897 e foi designer-chefe da fabricante de automóveis alemã Opel. Junto com seu irmão Wilhelm, ele introduziu a linha de montagem na indústria automotiva alemã.
Seu pai, Adam Opel, fundou a empresa Opel em Rüsselsheim em 1862 como fabricante de máquinas de costura e, posteriormente, expandiu a empresa para fabricante de bicicletas. Após a morte de seu pai em 1895, seus cinco filhos Carl, Wilhelm, Heinrich, Ludwig e Fritz assumiram a empresa. Em 1898, Friedrich e seu irmão Wilhelm trouxeram a empresa para a indústria automotiva com a compra da fábrica de Friedrich Lutzmann em Dessau.
Friedrich Opel foi um ciclista de sucesso e ganhou cerca de 180 prêmios somente com a bicicleta Opel. Um de seus maiores triunfos foi a vitória na viagem Basel-Cleve de 620 quilômetros de longa distância em 1894. Ele também era um entusiasta do esporte automobilístico e piloto de corridas de automóveis. Fritz Opel começou com sua própria marca, entre outras. na corrida Kaiserpreis de 1907, no Targa Florio no mesmo ano, no Grande Prêmio da França em 1908 e no Grande Prêmio da Bélgica em 1912.
A Opel morreu em 30 de agosto de 1938 com 63 anos de idade. Ele está enterrado no mausoléu da Opel em Rüsselsheim.
Como Friedrich também era chamado de Fritz, ele é frequentemente confundido com seu sobrinho, o piloto de carros de corrida Fritz von Opel.